# Hillary B. Smith
Hillary B. Smith (Boston, 25 mei 1957), geboren als Hillary Converse Bailey, is een Amerikaanse actrice.
Smith is het meest bekend van haar rol als Nora Hanen Buchanen in de televisieserie One Life to Live waar zij in 582 afleveringen speelde. Met deze rol heeft zij in 1994 een Daytime Emmy Award gewonnen, in 2000 werd zij hiervoor genomineerd.

## Biografie
Smith heeft gestudeerd aan de Dana Hall School in Wellesley (Massachusetts), Pine Manor College in Boston en Sarah Lawrence College in Westchester County.
Smith is sinds 1983 getrouwd en heeft hieruit twee kinderen.

## Filmografie

### Films
- 2017 A Million Happy Nows - als Val
- 2006 Stanley's Dinosaur Round-Up – als paleontoloog
- 2004 Palindromes – als Robin Wallace
- 2002 Maid in Manhattan – als mrs. Lefferts
- 2000 It Had to Be You – als verkoopster
- 1997 Lifebreath – als Edie Weinreb
- 1992 Love Potion No. 9 – als Sally
- 1992 Driving Miss Daisy – als Florine Werthan
- 1991 Acting Sheriff – als assistente officier van justitie Donna
- 1988 Sharing Richard – als Roz
- 1984 Purple Hearts – als Jill

### Televisieseries
Uitgezonderd eenmalige gastrollen.
- 2020 Beacon Hill - als Isabel - 3 afl.
- 2017 - 2019 General Hospital - als Nora Buchanan - 9 afl.
- 2009 – 2016 Venice the Series – als Guya – 50 afl.
- 1975 - 2013 One Life to Live - als Nora Hanen Buchanan - 582 afl.
- 2011 – 2013 Fumbling Thru the Pieces – als Ellie Daniels – 18 afl.
- 2012 The Bold and the Beautiful - als dr. Stacy Barton - 13 afl.
- 1994 – 1995 Something Wilder – als Annie Bergman – 15 afl.
- 1984 – 1989 As the World Turns – als Margo Hughes – 17 afl.
- 1982 No Soap, Radio – als Karen – 5 afl.